# 天大将军增十一
仙女座55，又名BD+40 394，HD 11428、SAO 37587、HR 543，是仙女座的一颗恒星，视星等为5.4，位于銀經135.4，銀緯-20.64，其B1900.0坐标为赤經1h 47m 17.3s，赤緯+40° -20.64′ 11″。